# Arctobyrrhus
Arctobyrrhus es un género de escarabajos de la familia Byrrhidae.

## Especies
- Arctobyrrhus dovrensis Münster, 1902
- Arctobyrrhus subcanus (LeConte, 1878)